# Ratolí marsupial triratllat cuablanc
El ratolí marsupial triratllat cuablanc (Myoictis leucura) és una espècie de marsupial del gènere Myoictis. Pesa 200-230 grams i mesura 20-22 centímetres de llarg. Deu el seu nom específic (leucura) a la punta blanca de la seva cua. Té llargs pèls a cada costat de la cua que van disminuint en longitud a mesura que s'acosten a l'àpex. La femella té quatre mugrons.
Viu a la cara sud de la Serralada Central de Papua Nova Guinea, a entre 650 entre 1.000 metres sobre el nivell del mar.